# Арфлёр
Арфлёр (фр. Harfleur, [aʁflœʁ], диалектное произношение [aʁ’fly]) — город на севере Франции, регион Нормандия, департамент Приморская Сена, округ Гавр, кантон Гавр-2. Расположен в 9 км к востоку от Гавра, в 1 км от автомагистрали N282. Через город протекает река Лезард, ниже по течению впадающая в Танкарвильский канал. На территории города находятся две железнодорожные станции: Анфлёр линии Париж-Гавр на севере и Анфлёр-Альт местной линии Гавр-Рольвиль на западе.
Население (2018) — 8 395 человек.

## История
На месте Арфлёра в римские времена существовало поселение с названием Каракотинум (лат. Caracotinum), упоминаемого в «Итинерария Антонина» в III веке н. э. Из него вели 2 римские дороги в Труа и Фекан, одна из которых уничтожена во время Столетней войны.
После нормандского завоевания поселение называлось Эросфлот (фр. Herosfloth), Арофле (фр. Harofluet) или Арефло (фр. Hareflot), затем приобрело современное написание. Суффикс -fleur происходит от древнескандинавского Flöthe — устье или узкий морской залив, родственного современному слову фьорд. Происхождение префикса Har- не установлено.
В 1202 году король Англии Иоанн Безземельный предоставил Арфлёру городской устав.
В 1281 году началось развитие городского порта. В начале XIV века торговлю в городе вели каталонские и португальские купцы.
В 1341—1361 годах были построены городские стены с тремя воротами. После окончания Столетней войны в XV веке они были восстановлены.
В течение 6 веков Арфлёр был главным портов на северо-западе Франции. В 1415 году город был захвачен английской армией под командованием короля Генриха V, став одним из плацдармом для дальнейшего завоевания Франции. Попытки французов отбить город успехом не увенчались. В 1435 году городское население восстало против англичан, изгнав гарнизон. Между 1445 и 1449 годами англичанам удалось ненадолго вернуть себе город, но уже в 1450 году они были вынуждены его оставить.
В 1552 году Арфлёр был разграблен гугенотами, при этом погибли документы, подтверждающие статус города. Городской статус был восстановлен в 1568 году Карлом IX. Но талья стал взиматься только с 1710 года.
В XVI веке значение города упало из-за обмеления устья Сены, из-за чего основным портом стал Гавр. Но в 1887 году был прорыт Танкарвильский канал, позволившей кораблям плавать из Арфлёра в Сену.

## Достопримечательности
- Церковь Святого Мартина XIV века в стиле готика
- Здание мэрии XVII века
- Средневековые валы (1350—1390 годы)
- Музеи археологии и истории Приёре (Prieuré)
- Дом рыбаков XV века

## Экономика
Структура занятости населения:
- сельское хозяйство — 0,0 %
- промышленность — 31,7 %
- строительство — 11,2 %
- торговля, транспорт и сфера услуг — 31,9 %
- государственные и муниципальные службы — 25,3 %

Уровень безработицы (2017) — 19,3 % (Франция в целом —  13,4 %, департамент Приморская Сена — 15,3 %). 

Среднегодовой доход на 1 человека, евро (2018) — 19 350 (Франция в целом — 21 730, департамент Приморская Сена — 21 140).

## Демография
Динамика численности населения, чел.

| Год  | Численность | Численность |
| ---- | ----------- | ----------- |
| 2013 | 8167        |             |
| 2015 | 8325        | [ 6 ]       |
| 2016 | 8501        | [ 7 ]       |
| 2017 | 8449        | [ 8 ]       |
| 2018 | 8395        | [ 9 ]       |
| 2019 | 8349        | [ 10 ]      |
| 2020 | 8333        | [ 11 ]      |
| 2021 | 8315        | [ 12 ]      |
| 2022 | 8296        | [ 3 ]       |

## Администрация
Пост мэра Арфлёра с 2015 года занимает член Коммунистической партии Кристин Морель (Christine Morel). На муниципальных выборах 2020 года возглавляемый ею список коммунистов победил в 1-м туре, получив 59,06 % голосов.
| Период | Период | Фамилия        | Партия                  | Примечания                                                      |
| ------ | ------ | -------------- | ----------------------- | --------------------------------------------------------------- |
| 1965   | 1977   | Альбер Дюкенуа | Коммунистическая партия | докер                                                           |
| 1977   | 2003   | Жерар Од       | Коммунистическая партия | бухгалтер EDF/GDF, член Генерального совета департамента        |
| 2003   | 2015   | Франсуа Геган  | Коммунистическая партия | учитель, член Генерального совета департамента                  |
| 2015   |        | Кристин Морель | Коммунистическая партия | директор объединения учебных заведений Greta в агломерации Гавр |

## Города-побратимы
- Ролло, Буркина-Фасо
- Брамше, Германия
- Линдов, Германия

## Галерея
- Церковь Святого Мартина
- Река Лезард в Арфлёре
- Музей Приёре
- Дом рыбаков XV века